# Peter Axel Nielsen
Peter Axel Nielsen (født 14.06.1961) er professor ved Institut for Datalogi, Aalborg Universitet. Hans forskningsområde er software engineering og digitalisering.  

## Uddannelse og karriere
Peter Axel Nielsen er uddannet i computer science fra Aarhus Universitet (1980-1986) og har en Ph.d. i Systems & Information Management fra Lancaster University, UK (1986-1990).
Han har været ansat ved Aalborg Universitet siden 1989 og blev professor i 2009. Fra 1999 til 2006 var han leder af Institut for Datalogi og fra 2018 til 2020 var han bestyrelsesmedlem. Han har derudover været gæsteprofessor ved Virginia Commonwealth University, USA (2001-2005) og Agder University, Norge (2002-2017).
Desuden er han eller har han været redaktør for en række tidsskrifter som Scandinavian Journal of Information Systems, MIS Quarterly, IT & People, Journal of Information Technology, Theory, and Application, Information Systems Journal og medlem eller tidligere medlem af flere rådgivningstjenester.

## Udvalgte publikationer
- Action Research, DE Avison, F Lau, MD Myers, PA Nielsen, Communications of the ACM 42 (1), 94-97
- Competing values in software process improvement: an assumption analysis of CMM from an organizational culture perspective, O Ngwenyama, PA Nielsen, IEEE Transactions on Engineering Management 50 (1), 100-112
- Using organizational influence processes to overcome IS implementation barriers: lessons from a longitudinal case study of SPI implementation, O Ngwenyama, PA Nielsen, European Journal of Information Systems 23 (2), 205-222
- A conceptual model of agile software development in a safety-critical context: A systematic literature review, LT Heeager, PA Nielsen, Information and Software Technology 103, 22-39